# Epica Etica Etnica Pathos
| Recensione          | Giudizio |
| ------------------- | -------- |
| Debaser             |          |
| Metallized          | 91       |
| Storia della Musica |          |

Epica Etica Etnica Pathos è il quarto e ultimo album in studio del gruppo musicale italiano CCCP - Fedeli alla linea, pubblicato nel 1990.

## Descrizione
Il disco venne registrato da aprile a giugno 1990, quasi integralmente in presa diretta a villa Pirondini, una casa colonica settecentesca abbandonata situata nella campagna reggiana, nei pressi di Rio Saliceto, utilizzando l'eco naturale degli ambienti domestici rispetto alla sala d'incisione. Per tutto il tempo di registrazione la band al completo si stabilì nella villa.
Inoltre la registrazione e il mixaggio vennero effettuati in analogico, come sottolineato nelle note di copertina, che recitano: "Tutto lo sporco degli anni '90 con la tecnologia degli anni '70".
Il disco è diviso in 4 parti, ognuna delle quali tratta uno dei temi espressi nel titolo: Epica, Etica, Etnica e Pathos.
Il brano Amandoti (sedicente cover) è la versione cantata da Ferretti del brano già cantato in precedenza da Annarella Giudici nel 1987 nel corso del loro primo e unico spettacolo teatrale Allerghia. Atto unico di confusione umana.
Tutte le foto dell'album sono opera di Luigi Ghirri: la copertina, che raffigura la cappella della villa adattata a sala di mixaggio del disco, e le quattro foto che accompagnano i quattro temi/facciate in cui è suddiviso il disco.
Dall'album è stato estratto il singolo promozionale Amandoti/Annarella, pubblicato dalla Virgin nel 1990 in formato 7" e ristampato nel 2014 dalla Universal Music Italia nel 2014 in 7" su vinile rosso in occasione del Record Store Day.
Il disco è stato eseguito dal vivo, per intero, per la prima volta alla Stazione Leopolda di Firenze, il 16 maggio 2015 dai componenti della band, escluso Giovanni Lindo Ferretti, assieme ad alcuni colleghi della scena indipendente italiana.
Il 10 settembre 2017, in occasione del venticinquesimo anniversario del concerto Maciste contro tutti, tenutosi nel 1992 a Prato in collaborazione con gli Üstmamò e i Disciplinatha, viene riproposta una versione dal vivo del suddetto album, con la presenza di tutti i membri storici della band, eccetto Giovanni Lindo Ferretti, Annarella Giudici, e lo scomparso Ringo De Palma. Alla formazione ufficiale si aggiungono come ospiti Peppe Voltarelli, Angela Baraldi, Ginevra Di Marco (già membro del Consorzio Suonatori Indipendenti, nato dalle ceneri dei CCCP), Francesco Di Bella e Max Collini (vocalist e frontman degli Offlaga Disco Pax).

## Tracce
Epica
1. Aghia Sophia – 9:30 (Giovanni Lindo Ferretti, Massimo Zamboni, Gianni Maroccolo, Francesco Magnelli)
2. Paxo de Jerusalem – 4:25 (Giovanni Lindo Ferretti, Massimo Zamboni, Gianni Maroccolo, Francesco Magnelli)
3. Sofia – 1:09 (Giovanni Lindo Ferretti, Massimo Zamboni, Gianni Maroccolo, Francesco Magnelli)

Etica
1. Narko'$ (contiene Baby blue) – 9:53 (Giovanni Lindo Ferretti, Massimo Zamboni, Gianni Maroccolo, Francesco Magnelli)
2. Campestre – 3:48 (Giovanni Lindo Ferretti, Massimo Zamboni, Gianni Maroccolo, Francesco Magnelli)
3. Depressione caspica – 5:15 (Giovanni Lindo Ferretti, Massimo Zamboni, Gianni Maroccolo, Francesco Magnelli)

Etnica
1. In occasione della festa – 1:03 (tradizionale calabro)
2. Amandoti (sedicente cover) – 2:50 (Giovanni Lindo Ferretti, Massimo Zamboni)
3. L'andazzo generale – 4:23 (Giovanni Lindo Ferretti, Massimo Zamboni, Gianni Maroccolo, Francesco Magnelli)
4. Al Ayam – 3:57 (Giovanni Lindo Ferretti, Massimo Zamboni, Gianni Maroccolo, Francesco Magnelli)
5. Appunti di un viaggiatore nelle terre del socialismo reale – 0:04 (Giovanni Lindo Ferretti, Massimo Zamboni, Gianni Maroccolo, Francesco Magnelli)
6. Mozzill'o re – 4:02 (Giovanni Lindo Ferretti, Massimo Zamboni, Gianni Maroccolo, Francesco Magnelli)
7. Campestre II – 0:44 (Giovanni Lindo Ferretti, Massimo Zamboni, Gianni Maroccolo, Francesco Magnelli)

Pathos
1. Maciste contro tutti – 11:29 (Giovanni Lindo Ferretti, Massimo Zamboni, Gianni Maroccolo, Francesco Magnelli)
2. Annarella – 4:26 (Giovanni Lindo Ferretti, Massimo Zamboni, Gianni Maroccolo, Francesco Magnelli)

## Formazione
- Giovanni Lindo Ferretti - voce
- Massimo Zamboni - chitarra, armonica, scacciapensieri, cori, voce in Appunti di un viaggiatore nelle terre del socialismo reale
- Danilo Fatur - cori, voce in Narko'$,  Baby Blue, L'andazzo generale
- Annarella Giudici - cori, voce in Campestre II
- Gianni Maroccolo - basso, chitarra acustica, tamburi, cori
- Giorgio Canali - chitarre, basso, ingegneria acustica, cori
- Francesco Magnelli - tastiere, pianoforte, cori
- Ringo De Palma - batteria, tamburi, cembalo, cori

### Altri musicisti
- Sandra - voce contralto in Aghia Sophia, cori
- Paolo Simonazzi - organetto diatonico, violino e fisarmonica
- Patty Vasirani - cori, seconda voce in Baby Blue, Campestre II, L'andazzo generale
- Daniela, Emma, Grazia, Il coro delle mondine, Mirka Morselli, Rossana - cori in Campestre II
- Difaa Hassan - voce e mandolone in Al Ayam
- Bouktin Mohamed - bouzzoq in Al Ayam
- Nakri Abdelmjid - derbouka in Al Ayam
- Marco Lega - tappeto angelico in Annarella

### Personale tecnico
- Gianni Maroccolo - produttore discografico, tecnico di registrazione, missaggio
- Giorgio Canali - tecnico di registrazione, missaggio, assistente alla produzione
- Massimo Zamboni - missaggio
- Dario Bontemi - editing
- Alfiero Massimini - assistenza
- Paola Borgonzoni - grafica
- Luigi Ghirri - fotografia

## Cover
- Nel 2001 il gruppo musicale La Crus pubblicò nel disco Crocevia una reinterpretazione di Annarella.
- Il brano Amandoti è stato reinterpretato nel 2004 da Gianna Nannini e al Festival di Sanremo 2021, nella serata delle cover, è stata portata una versione del brano cantata dai Måneskin insieme a Manuel Agnelli.